# Xeglun
 (mars 2020).
Xeglun est l'élan céleste de la mythologie Toungouse.

## Légende
La Voie lactée aurait été créée par la poursuite de Xeglun par Xargi (en).